# Sankt Martin im Mühlkreis
Sankt Martin im Mühlkreis est une commune autrichienne du district de Rohrbach en Haute-Autriche.

## Géographie
La commune possède sur son territoire la centrale au fil de l'eau d'Aschach.

## Économie
- Brauerei Hofstetten, brasserie située à Sankt Martin im Mühlkreis.